# Austin Krajicek
Austin Krajicek (Tampa, 16 de junho de 1990) é uma tenista profissional americano.
Ele é um primo distante do ex-tenista holândes Richard Krajicek.

## TP Challenger finais (16)

### Simples (2)
| Legenda             |
| ------------------- |
| ATP Challengers (2) |

| Finais por Piso |
| --------------- |
| Duro (1–0)      |
| Saibro (1–0)    |
| Grama (0–0)     |
| Carpete (0–0)   |

| Posição | N. | Data             | Torneio            | Piso   | Oponente                 | Placar                  |
| ------- | -- | ---------------- | ------------------ | ------ | ------------------------ | ----------------------- |
| Campeão | 1. | Setembro 7, 2014 | Medellín, Colômbia | Saibro | João Olavo Souza         | 7–5, 6–3                |
| Campeão | 2. | Abril 12, 2015   | León, México       | Duro   | Adrián Menéndez-Maceiras | 6–7(3–7), 7–6(7–5), 6–4 |